# Demirkazık
Le Demirkazık (en turc littéralement pieux de fer) est la montagne la plus haute du massif turc des monts Taurus. Il est situé dans le sous-massif des Aladağlar (ou Anti-Taurus), près de la ville de Niğde.